# Marie Rovelli
Pour les articles homonymes, voir Rovelli.
Marie Rovelli, est une religieuse cistercienne qui fut la 35e abbesse de l'abbaye de la Cambre.

## Eucologe de Marie Rovelli (1655)

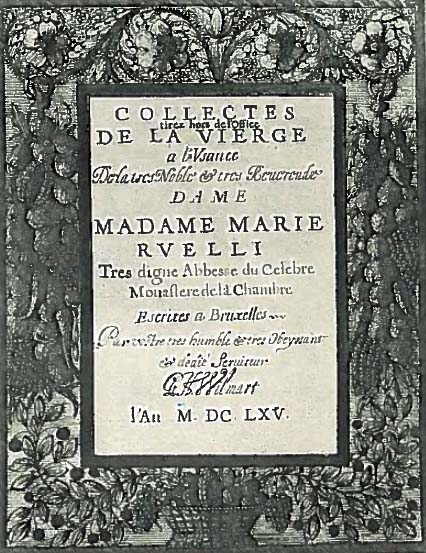

## Historique
« Les voûtes actuelles de la Cambre sont maçonnées sous l’abbesse Marie Rovelly (1642-1668) qui, en 1657, obtient un don d’une série d’arbres de la forêt de Soignes pour établir le cintrage ».